# Neorypellia neglecta
Neorypellia neglecta är en tvåvingeart som först beskrevs av Townsend 1939.  Neorypellia neglecta ingår i släktet Neorypellia och familjen husflugor. Inga underarter finns listade i Catalogue of Life.